# Religion en Guyane

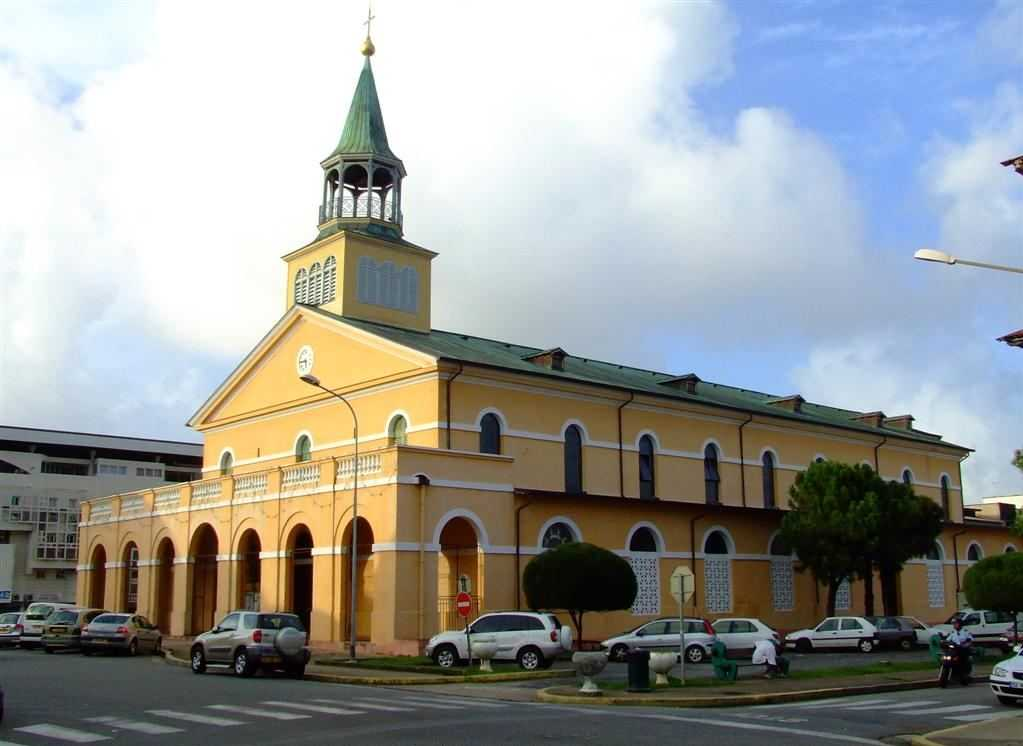
Cathédrale Saint-Sauveur de Cayenne.

## Législation
La Guyane fait partie de la France et est un département français, mais bénéficie d’un régime particulier : la loi de 1905 sur la séparation de l'Église et de l'État ne s’applique toujours pas en Guyane qui reste sous le régime de l’ordonnance royale de Charles X du 27 août 1828 : le clergé catholique, et lui seul, est salarié par le Conseil général. Ainsi, 27 prêtres sont rémunérés par un budget de 800 000 €. Une autre disposition de l'ordonnance de Charles X, qui n'a pas non plus été abrogée par la départementalisation de la Guyane, énonce que l'État entretient les lieux du culte catholique. En somme, les principes de la Charte constitutionnelle du 4 juin 1814, selon lesquels la religion catholique est « la religion de l’État », sont toujours en vigueur en Guyane.
En effet, en 1911, lors de l’extension de la loi de 1905 aux Antilles et à la Réunion, une partie de la classe politique guyanaise s’est opposée à toute modification. La Commission coloniale émet alors un avis négatif, bien qu’elle ne soit pas compétente en la matière.
Depuis, la question a été évoquée plusieurs fois, en particulier, en 1970, lors de la création d’un poste de pasteur protestant à Kourou, et lors de la désignation d’un imam musulman en Guyane. Pour l’heure, aucune décision politique n’a remis en cause ce statut, ni ne l’a étendu à d’autres cultes[réf. nécessaire]. Une spécificité nullement remise en cause par les décrets Mandel de 1939. Mais l'administration, arguant du fait que ces cultes n’ont jamais été reconnus par la loi en Guyane, a répondu négativement à la demande de rémunération.
Après avoir décidé de stopper la rémunération du clergé catholique fin avril 2014, le conseil général s'est vu enjoint de reprendre cette rémunération par le tribunal administratif de Guyane.

## Appartenance religieuse

### Catholicisme
Les Guyanais se rapprochent des peuples d'Amérique latine. Chez les créoles guyanais, la pratique de la religion catholique est de longue date habitée de croyances populaires qui admettent un catholicisme purement latino-américain.
Au cours de l'histoire coloniale, la religiosité des Créoles a puisé nombre de ses traits dans les personnalités catholiques ayant aidé dans la fondation de la colonie comme la sœur Anne-Marie Javouhey. La réception des sacrements, la pratique de la prière, la dévotion à certains saints, les rites funéraires, la fête du Saint-Esprit sur l'Approuague sont colorés de croyances enregistrées au fil des siècles. Si la communauté protestante est bien installée, c’est toutefois le catholicisme qui demeure la première religion pratiquée en Guyane. Cela peut se justifier par la succession de colonisations connues par ce territoire et par sa proximité avec les pays latins d’Amérique du Sud.

### Animisme
- Vaudou / vodou / tchenbwa ou tienbois
- Soucougnan, Soucouyant ou Asema, équivalent de Lougarou
- Obeah, sorcellerie surtout en milieu marron, avec sortilèges wisi, réalisée par "obiaman" ou "obiaoeman"
- Quilombo (esclavage) : Bushinengue, Djukas (Aukan (peuple)
- voir les ouvrages de Diane Vernon (Orstom)[7]

Chez les Wayana :
- "maraké", initiation
- "jolok", esprits dangereux et/ou malintentionnés ; "kolok pïlé" (flèches des esprits)
- "îpo", monstres
- "boko", sorcier
- "wisi", sorcellerie, pratiquée par un "wisiman"
- Baclou, créature légendaire créole (Guyanes), responsable d'une forme de possession
- "jasi", pouvoir de chamane

### Autres religions
Musulmans, protestants, hindouistes et juifs restent très minoritaires en Guyane.
Au moins depuis 2000, le néo-protestantisme (évangélisme, pentecôtisme, etc.) se développe, en langues régionales, dont créoles.

#### L'islam
Le nombre des musulmans sur le territoire est difficile à estimer, tant par la difficulté à réaliser des statistiques confessionnelles que par la grande mobilité des personnes se réclamant de cette confession. D'après les estimations de l'association culturelle et caritative des musulmans de la Guyane française, le nombre de fidèles musulmans tournerait autour de 2000 à 3000. Ces quelques milliers de fidèles viennent de plusieurs horizons. Une grande majorité de cette population est d'origine africaine (y compris le Maghreb). Cette population arrive en Guyane depuis quelques années dans le cadre d'une immigration de travail (Professeurs dans l'éducation nationale, médecins, infirmiers, etc.). Une population créole, guyanaise installée de longue date fait également partie des fidèles de cette religion. Et enfin, depuis la guerre dans le moyen orient, nous avons une augmentation constante du nombre de réfugiés venant du moyen orient, chercher asile en Guyane (avant de repartir en France métropolitaine ).

#### Judaïsme en Guyane
Dès le début de la France équinoxiale (1612), une présence judéo-portugaise est souhaitée, selon un axe Amsterdam-Rouen-Cayenne, à l'instar du Suriname : histoire des Juifs au Suriname. En 1656, Remire-Montjoly, avec David Cohen Nassi (1612-1685) salue l'arrivée de Juifs portugais provenant de la capitainerie de Pernambouc (Brésil).

## Lieux de culte
- Liste des églises de la Guyane
- Liste des mosquées de la Guyane
  1. Mosquée Assalam de Cayenne[12]
  2. Mosquée Abou Bakr de Cayenne[13]
  3. Mosquée AnNour de Kourou[14]
  4. Mosquée Rahma de Saint-Laurent du Maroni[15]
  5. Mosquée A Nour de Mana[16]